# Liam Craig
Liam Craig, né le 27 décembre 1986 à Chirnside, est un footballeur écossais qui évolue au poste de milieu de terrain.

## Biographie
Liam Craig dispute quatre matchs en Ligue Europa avec les clubs de St Johnstone et d'Hibernian.
Il inscrit neuf buts en première division écossaise lors de la saison 2009-2010, ce qui constitue sa meilleure performance dans ce championnat.

## Palmarès

### En club
- St Johnstone
  - Vainqueur de la Coupe de la Ligue écossaise en 2021